# 萧琼
萧琼（1916年—2001年），原名萧重华，女，原籍四川三台，生于北平，中国书法家、画家，曾任中国书法家协会理事。

## 家庭
父亲萧龙友。丈夫蒋兆和。